# Karl von Österreich-Teschen

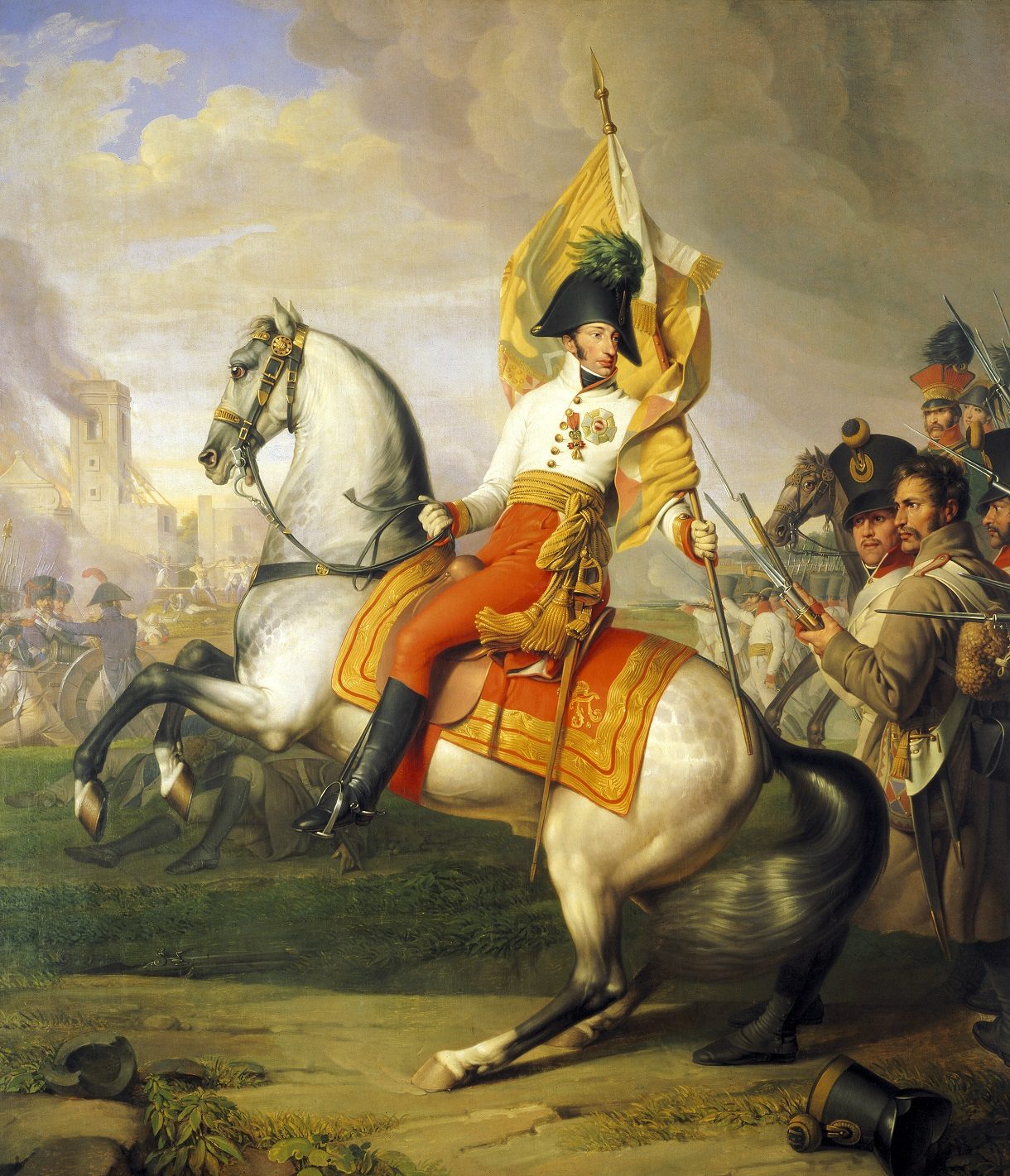
Erzherzog Karl in der Schlacht bei Aspern, Gemälde von Johann Peter Krafft, 1812, Heeresgeschichtliches Museum Wien. Unterschrift Erzherzog Karls:

Carl Ludwig Johann Joseph Laurentius von Österreich, Herzog von Teschen, bekannt als Erzherzog Karl (* 5. September 1771 in Florenz; † 30. April 1847 in Wien), aus dem Haus Habsburg-Lothringen war ein österreichischer Feldherr, Feldmarschall und 54. Hochmeister des Deutschen Ordens. Die von ihm kommandierten Truppen fügten in der Schlacht bei Aspern Napoleon dessen erste Niederlage auf dem Schlachtfeld zu.

## Frühes Leben
Karl kam als dritter Sohn des Großherzogs der Toskana und späteren Kaisers Leopold II. und der Maria Ludovica von Spanien zur Welt und war der jüngere Bruder von Kaiser Franz II. (I.). Vor allem wegen einer seit dem Säuglingsalter bei ihm bestehenden Epilepsie und den daraus resultierenden körperlichen und seelischen Beeinträchtigungen war der Viertgeborene zuerst von seinem Vater für den geistlichen Stand bestimmt worden, interessierte sich aber viel mehr für alles Militärische. Karl verließ Florenz, nachdem sein Vater Kaiser geworden war und nahm am 9. Oktober 1790 in Frankfurt am Main an dessen Krönung teil. Mit Einverständnis des Vaters wurde er im Jänner 1791 von seiner kinderlos gebliebenen Tante Erzherzogin Marie Christine und deren Mann Albert von Sachsen-Teschen adoptiert und war damit Erbe von deren bedeutendem Landbesitz. Am 1. Oktober 1791 erschien er bei seinen Adoptiveltern in Brüssel und erhielt im Palais Royal eine eigene Hofhaltung. Im März 1792 starb sein kaiserlicher Vater in Wien, im Mai folgte ihm Karls Mutter, Maria Ludovika, ins Grab.

## Militärische Laufbahn

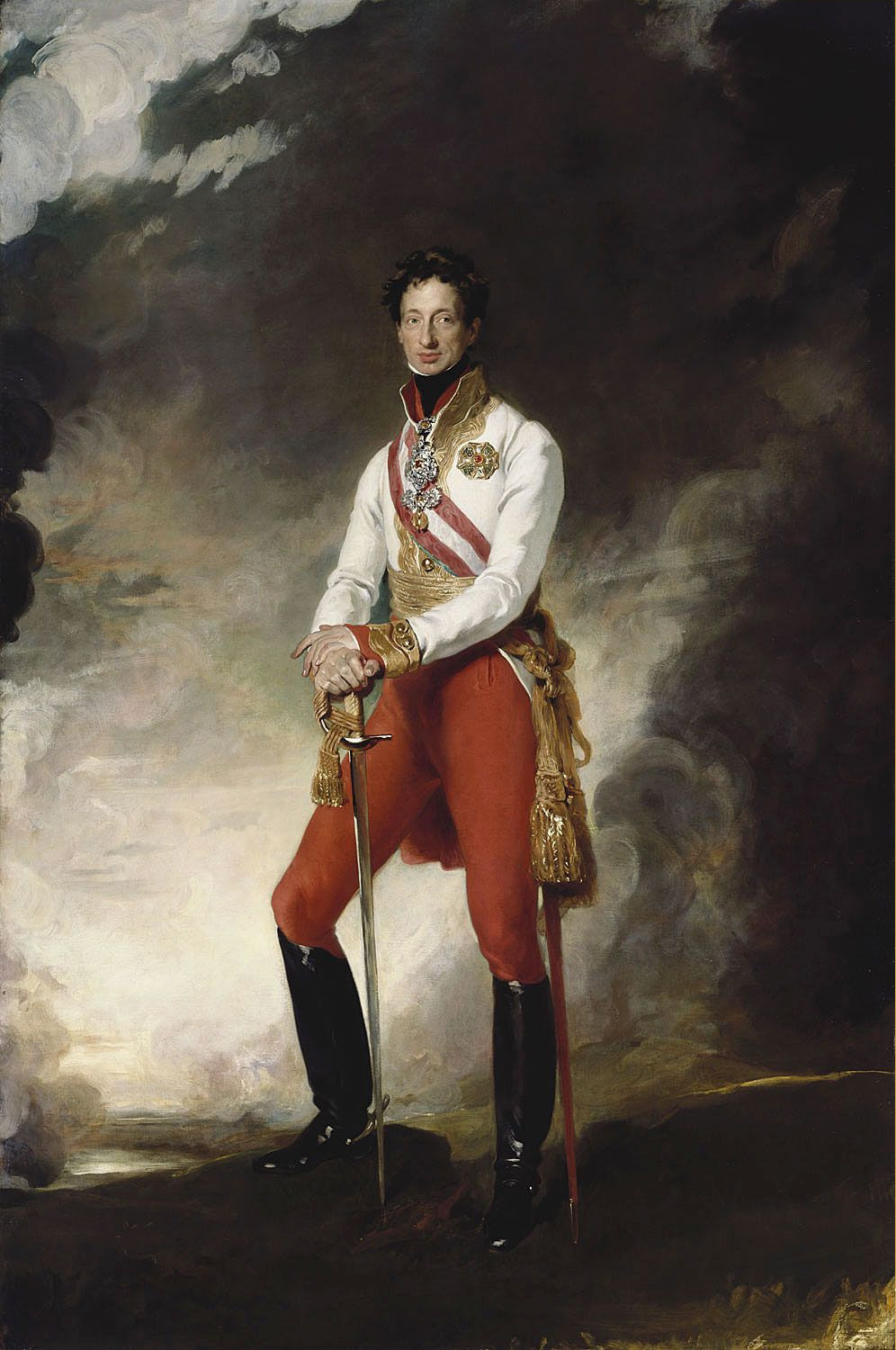
Erzherzog Karl von Österreich, Gemälde von Thomas Lawrence, 1819

Im April 1792 brach der Krieg gegen die Französische Republik aus. Karl begab sich sofort nach Mons in das Hauptquartier seines Ziehvaters, des Prinzen Albert von Sachsen-Teschen und erhielt am 11. Juni 1792 seine Feuertaufe bei La Grisuelle. Er wurde am 5. September 1792 zum Generalmajor befördert und nahm am 6. November an der Schlacht bei Jemappes teil. Im Jänner 1793 übernahm er in Köln eine eigene Brigade und führte sie im März 1793 der Armee des Reichsmarschalls Prinz Friedrich Josias von Sachsen-Coburg-Saalfeld nach Aldenhoven zu. Bereits am 18. März zeichnete sich Karl in der Schlacht bei Neerwinden (1793) aus und zog am 25. März 1793 als neu ernannter Generalgouverneur der österreichischen Niederlande in das zurückeroberte Brüssel ein. Am 29. Dezember 1793 folgte seine Rangerhöhung zum Feldmarschallleutnant und am 22. April 1794 wurde er zum Feldzeugmeister ernannt. Nachdem am 26. Juni 1794 die Schlacht bei Fleurus verlorengegangen war, verlor Österreich die belgischen Gebiete endgültig, Karl musste dadurch seine Amtsführung vorzeitig beenden. Im Jänner 1795 verließ Karl die Armee und begab sich als Militärberater seines Bruders Franz II. nach Laxenburg. Damals begannen seine jahrelangen Gegensätze mit dem Wiener Kabinett unter dem Minister Thugut.
Im Februar 1796 wurde der erst 24-jährige Karl zum Reichsfeldmarschall ernannt und übernahm als Nachfolger des Feldmarschalls Graf von Clerfayt den Oberbefehl über sämtliche Reichstruppen an der Rheinfront. Mit der Schlacht bei Wetzlar am 15. und 16. Juni 1796 begann er seinen Versuch, die Franzosen vom östlichen Rheinufer fernzuhalten. In der zweitägigen Schlacht manövrierte er die französischen Kräfte aus und umging ihre Flanken. Dies zwang General Jourdan, den Oberbefehlshaber der französischen Sambre-Maas-Armee, schließlich zum Rückzug, welcher Teile des französischen Heeres in die Schlacht bei Kircheib führte. Jedoch war der eigentliche Plan der Franzosen aufgegangen und der Erzherzog musste seine den südlichen Rhein schützende Position aufgeben. Weitere Siege in der  Schlacht bei Amberg (24. August) und der Schlacht um Würzburg (3. September) und die Zurückdrängung der französischen Rhein-Mosel-Armee unter General Moreau über den Rhein nach der Schlacht bei Emmendingen verschafften Erzherzog Karl große Popularität in Deutschland. Nachdem Karl nun auch die verlorene Position in Italien retten sollte, musste er im März 1797 die geschlagene Italienarmee in die Steiermark zurückführen, dort erreichte er in Verhandlungen mit Napoleon Bonaparte den für Österreich erträglichen Vorfrieden von Leoben.
Im Zweiten Koalitionskrieg befehligte Karl die kaiserlichen Truppen in Süddeutschland und in der Schweiz. Er siegte 1799 über die französische Armee Jourdan bei Ostrach (21. März) und Stockach (25. März). Zusammen mit General Friedrich von Hotze schlug er auch General Masséna in der Ersten Schlacht um Zürich (5. Juni). Obwohl Minister Thugut unterdessen durch Cobenzl ersetzt worden war, kam es zu zunehmenden Spannungen mit dem Wiener Hof. Im März 1800 legte Karl sein Kommando nieder.

## Hofkriegsrat und Generalissimus

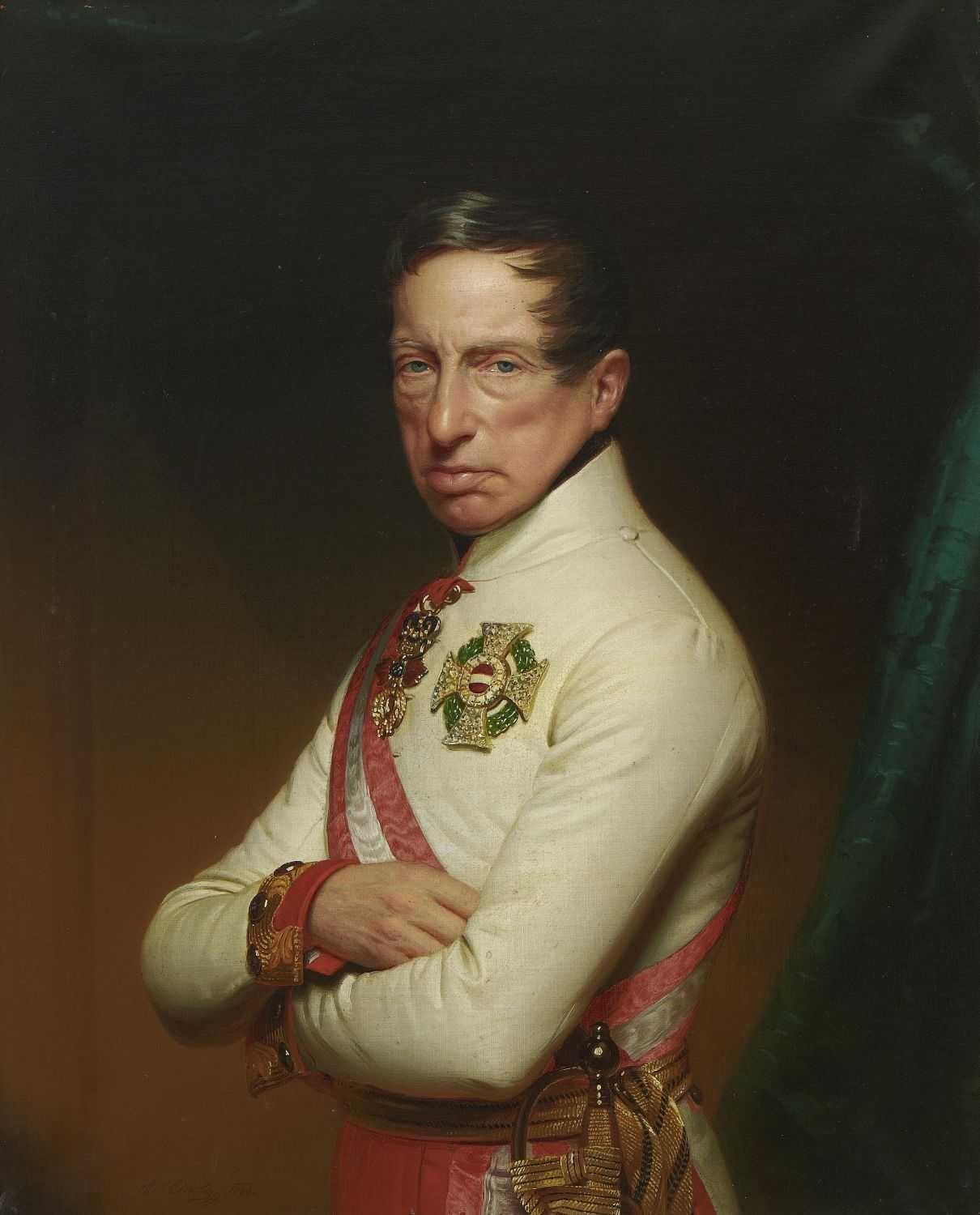
Erzherzog Karl, Gemälde von Anton Einsle, 1845

Am 9. Jänner 1801 wurde Karl zum kaiserlichen Feldmarschall und zum Präsidenten des Hofkriegsrates ernannt, am 12. September wurde er zusätzlich als Kriegs- und Marineminister berufen. Er versuchte schnell eine neue Organisation des kaiserlichen Heeres einzuleiten, aber starke Widerstände des Hofes ließen seine erste Heeresreformen versanden. Im Juli 1801 war Karl Erzherzog Maximilian Franz
als Hochmeister des Deutschen Ordens nachgefolgt, verzichtete aber 1804 auf diese Stellung. 1803/04 erlitt der bis dahin auch immer wieder von epileptischen Anfällen geplagte Karl von Österreich eine ausgeprägte Depression. Sein Gesundheitszustand begann sich jedoch Ende 1804 zu verbessern. Ab März 1805 traten keine Epilepsiesymptome mehr auf und die Depressionen wichen einer neuen, vor allem in der Militärpolitik Karls sich zeigenden Tatkraft.
Im Dritten Koalitionskrieg war Karl  Befehlshaber der Armee in Italien. Er konnte dort 1805 in der Schlacht von Caldiero einen Abwehrsieg gegen Marschall Massena, den er bereits 1799 bei Zürich geschlagen hatte, erringen. Nach dem Krieg begann er seinen zweiten Militärreformversuch. Er schaffte die lebenslange Militärdienstzeit ab. Nach dem Vorbild der Napoleonischen Armee richtete er Armeekorps ein und forcierte die Aufstellung der österreichischen Landwehr. Dabei wurde er vor allem von seinem jüngeren Bruder Erzherzog Johann unterstützt.
Im Fünften Koalitionskrieg versuchte Österreich mit seinem reformierten Heer seine alte Machtstellung, die es nach dem Frieden von Preßburg (26. Dezember 1805) verloren hatte, wiederzugewinnen. Erzherzog Karl kommandierte als Generalissimus die Angriffstruppen in Süddeutschland. Er wurde aber von den Franzosen am 20. April 1809 bei Abensberg und am 22. April bei Eggmühl geschlagen, darauf musste er seine umfassten Stellungen bei Regensburg aufgeben und an der Donau zurückgehen. Der siegreiche Napoleon Bonaparte konnte am 19. Mai Wien besetzen. Erzherzog Karl konnte ihn aber am 21./22. Mai beim Donauübergang in der Schlacht bei Aspern zurückschlagen. Diese Schlacht gilt als erste Niederlage Napoleons auf dem Schlachtfeld. Kurz darauf unterlag Karl am 5./6. Juli 1809 jedoch in der Schlacht bei Wagram. Er schloss mit Napoleon eigenmächtig den Waffenstillstand von Znaim, wofür er von Franz I. am 23. Juli suspendiert wurde.

## Privatleben

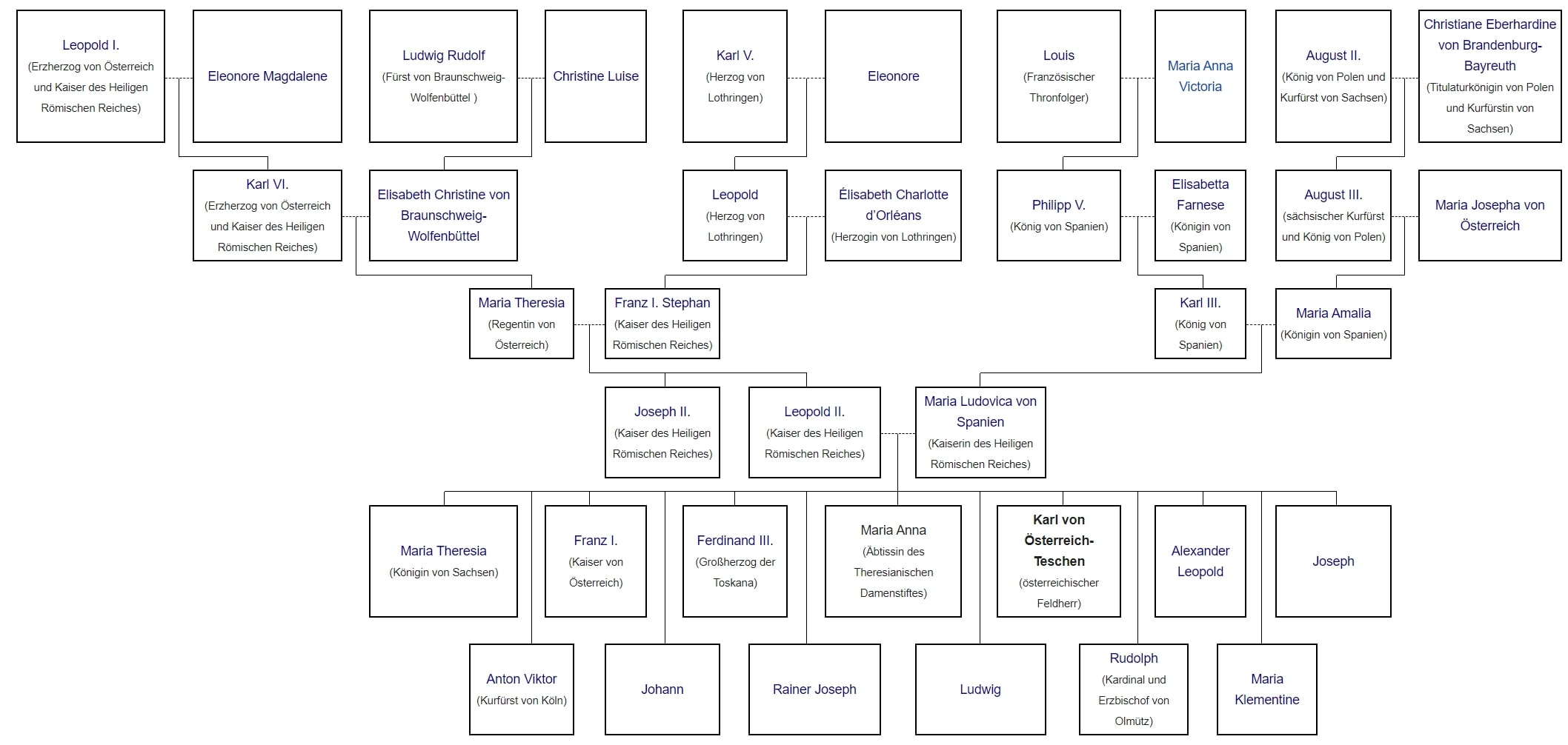
Stammbaum Karls von Österreich-Teschen

Das Wappen Karl von Österreich-Teschen

Karl befasste sich danach mit seinen Memoiren und wurde einer der bedeutendsten Militärschriftsteller des 19. Jahrhunderts. Ab 1815 war er Gouverneur der Festung Mainz. Diese Stadt liebte er, da er dort seine spätere Gattin, die Prinzessin Henriette von Nassau-Weilburg kennengelernt hatte. Nach dem Wiener Kongress heiratete der 44-jährige Erzherzog Karl am 17. September 1815 die 18-jährige Prinzessin. Bemerkenswert ist, dass sie evangelisch war und auch nach der Hochzeit nicht konvertierte. Er fasste kurz darauf den Entschluss, Schloss Weilburg bei Baden als Sommersitz zu errichten und seiner jungen Frau zu schenken. Nach der Fertigstellung zog sich das Paar dorthin ins Privatleben zurück.
Nach dem Tode seines Adoptivvaters Albert von Sachsen-Teschen 1822 erbte Karl dessen Güter Teschener Kammer, die Herrschaften Ungarisch-Altenburg (Komitat Wieselburg) und Belye, das Palais Herzog Alberts in Wien (das spätere Palais Erzherzog Albrecht) sowie die reiche Kunstsammlung Albertina. Er ließ sich das Jagdschloss Teschen erbauen.
Karls Frau Henriette starb am 29. Dezember 1829 im Alter von 32 Jahren an Scharlach, nachdem sie sich bei ihren Kindern angesteckt hatte. Sie wurde als einzige Protestantin aus der weitverzweigten Habsburger-Familie in der Kapuzinergruft beigesetzt. Kaiser Franz II./I. sagte dazu: „Wenn sie als Lebende unter uns geweilt hat, so soll sie es auch als Tote.“ Erzherzog Karl selbst ist ebenfalls in der Kapuzinergruft beigesetzt. Er starb im 76. Lebensjahr an einer Rippenfellentzündung. Sein Herz wurde getrennt bestattet und befindet sich in der Herzgruft der Habsburger in der Loretokapelle der Wiener Augustinerkirche.

## Rezeption

### Kulturell

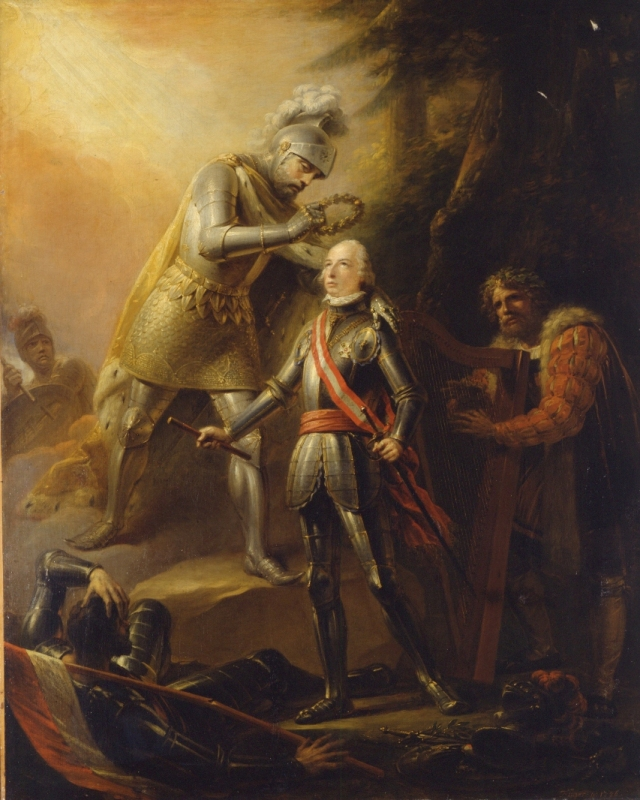
Apotheose des Erzherzog Karl, Gemälde von Heinrich Friedrich Füger, HGM

Bereits unmittelbar nach dem Sieg bei Würzburg 1796 setzte eine Verherrlichung und Mythologisierung der Person des Erzherzog Karl ein. Schon 1802 wurde ihm zu Ehren ein Denkmal in Augsburg errichtet. Nach der Niederlage bei Wagram wurde Karl seines Kommandos enthoben und war fortan weder militärisch noch politisch aktiv, dennoch strebte diese Verherrlichung gerade unmittelbar nach 1809 ihrem Höhepunkt zu. Noch unter dem unmittelbaren Eindruck des Sieges bei Aspern widmete Heinrich von Kleist dem Erzherzog ein Gedicht:

„Unverwelklich, wie er Alciden kränzet,
Jungfrau und Lorbeer, dich o Karl zu krönen,
Überwinder des Unüberwindlichen!“

In der Einleitung, die Kleist für die Zeitschrift „Germania“ schrieb, manifestiert sich die Verherrlichung noch mehr:

„Der kaiserliche Bruder, den er zum Herrn des Heers bestellte, hat die göttliche Kraft, das Werk an sein Ziel hinauszuführen, auf eine erhabene und rührende Art, dargetan. Das Mißgeschick, das ihn traf, trug er mit der Unbeugsamkeit des Helden, und ward, in dem entscheidenden Augenblick, da es zu siegen oder zu sterben galt, der Bezwinger des Unbezwungenen – ward es mit einer Bescheidenheit, die dem Zeitalter, in welchem wir leben, fremd ist.“

### Museal

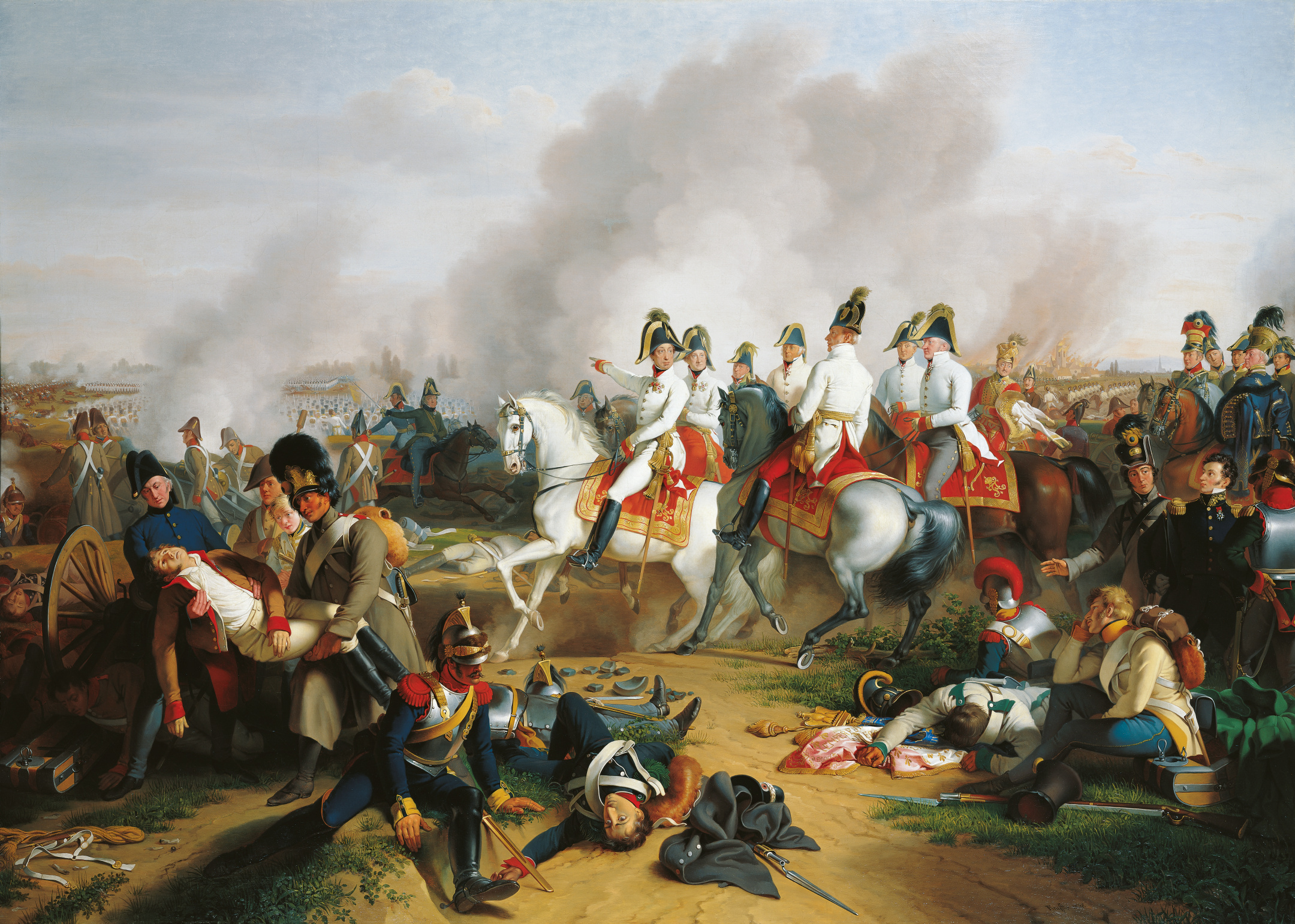
Erzherzog Karl und sein Stab in der Schlacht bei Aspern, Gemälde von Johann Peter Krafft, HGM (1819)

Durch die kaiserliche Entschließung von Franz Joseph I. vom 28. Februar 1863 wurde Erzherzog Karl in die Liste der „berühmtesten, zur immerwährenden Nacheiferung würdiger Kriegsfürsten und Feldherren Österreichs“ aufgenommen, zu deren Ehren und Andenken auch eine lebensgroße Statue in der Feldherrenhalle des damals neu errichteten k.k. Hofwaffenmuseums (heute: Heeresgeschichtliches Museum Wien) errichtet wurde. Die Statue wurde 1871 vom Bildhauer Franz Pönninger aus Carrara-Marmor geschaffen, gewidmet wurde sie von Kaiser Franz Joseph selbst.
Ebenso wie in der Literatur findet die Verherrlichung Karls auch in der bildenden Kunst ihren Ausdruck, wie dies etwa in mehreren bildlichen Darstellungen im Wiener Heeresgeschichtlichen Museum der Fall ist. Neben Heldendarstellungen in den Fresken des Karl von Blaas und den Monumentalgemälden des Johann Peter Krafft befindet sich dort eine besondere Darstellung des Erzherzogs von Heinrich Friedrich Füger. Beeinflusst von den Siegen Karls im Ersten Koalitionskrieg gegen Frankreich malte der k.k. Hofmaler Füger das Gemälde Apotheose des Erzherzog Carl als Retter Germaniens. In dem Gemälde bekränzt Rudolf von Habsburg den Erzherzog als Retter des Reiches, der den Weiterbestand der Dynastie sichert, während der Barde als Vertreter der Kunst seine Taten besingt. Am Boden liegt ein österreichischer Krieger, der zu seinem Feldherrn emporblickt, während auf der linken Seite ein Feind die Szene aus der respektvollen Distanz beobachtet. Füger stellte alle Figuren in mittelalterlichen Rüstungen dar, lediglich der Militär-Maria-Theresien-Orden auf dem Harnisch Karls stellt den Bezug zu der realen Person her. Ein Novum ist, dass ihm nicht ein Genius oder eine Göttin den Siegeskranz aufs Haupt setzt, sondern eine reale historische Figur, einer seiner Vorfahren.
Johann Peter Krafft verewigte die Rolle des Erzherzogs Karl in der Schlacht bei Aspern in zwei Monumentalgemälden, die sich ebenfalls im Heeresgeschichtlichen Museum befinden. In Erzherzog Karl mit seinem Stab in der Schlacht bei Aspern reitet Karl auf seinem Schimmel, hervorragend illuminiert einem Siegesengel gleich, an der Spitze seines Stabes über das Schlachtfeld von Aspern. Hinter ihm sind seine wichtigsten Generäle porträtiert, darunter Feldmarschallleutnant Johann von Hiller, der wesentlichen Anteil am Sieg hatte.
Eine nicht erwiesene, aber dennoch zur Legende gewordene Episode erzählt Johann Peter Krafft im Gemälde Erzherzog Karl mit der Fahne des Regiments Zach in der Schlacht von Aspern. Als das Zentrum der österreichischen Armee am Vormittag des 22. Mai ins Wanken geriet und Napoleon den Durchbruch mit Einsatz der französischen Kavallerie anordnete, soll Karl die Fahne des 1. Bataillons des k.k. Linien-Infanterieregiments Nr. 15 Freiherr von Zach ergriffen haben und in Richtung des Feindes gesprengt sein. Dadurch sei es ihm gelungen, die Reihen der dicht bedrängten österreichischen Truppen zu schließen und das Zentrum seiner Armee wieder nach vorne zu führen, was zum Sieg geführt habe. Bewusst wählte Krafft dabei jene Pose, die Jacques-Louis David 1801 für sein Reiterporträt Bonaparte beim Überschreiten der Alpen am Großen Sankt Bernhard anwendete.

### Reiterdenkmal

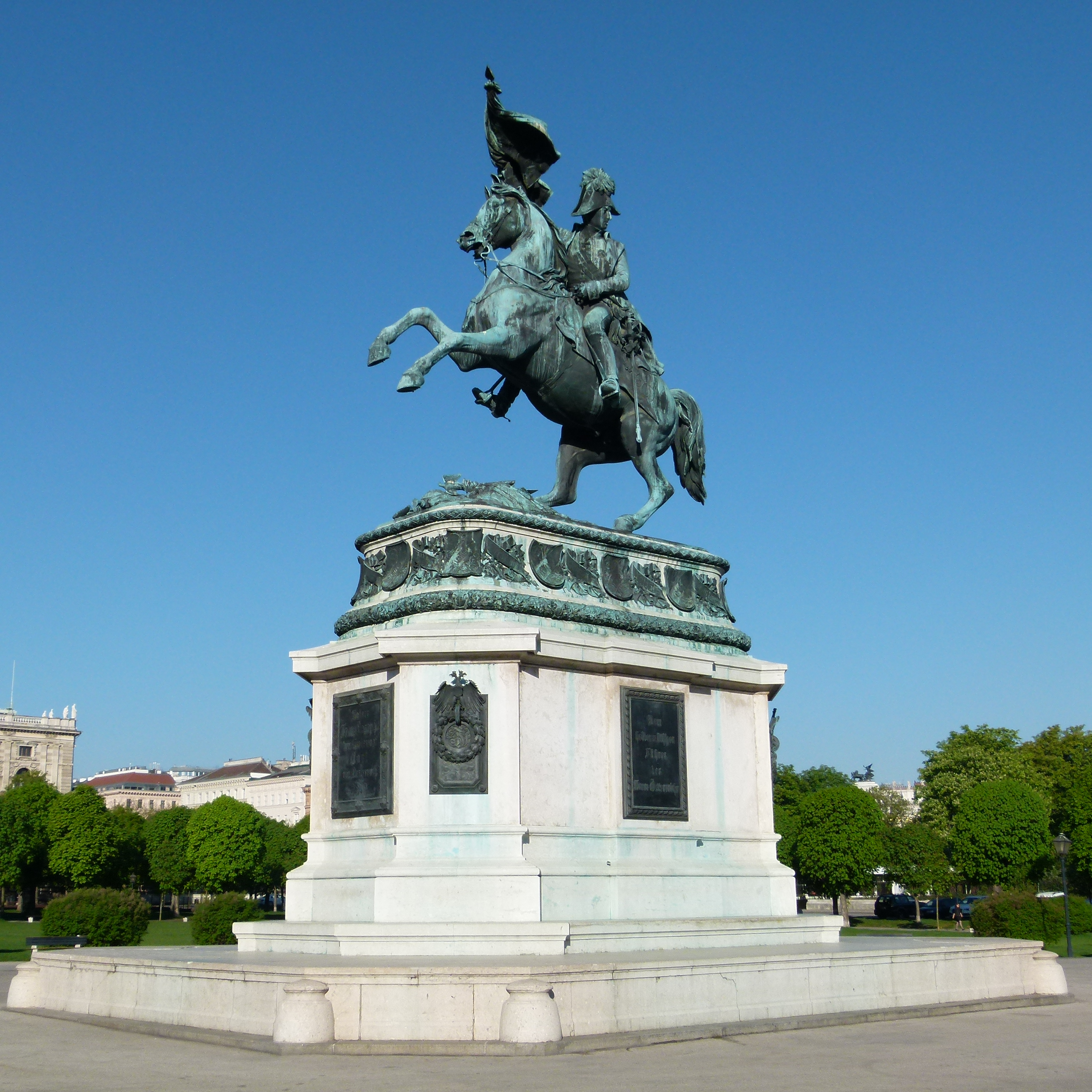
Erzherzog-Karl-Reiterdenkmal auf dem Heldenplatz in Wien

Das Gemälde von Krafft wurde zum Vorbild für das Reiterdenkmal am Wiener Heldenplatz von Anton Dominik Fernkorn, von dem sich ein Modell eines nicht ausgeführten Entwurfes (Karl zu Pferd ohne Fahne, mit ausgestreckter Hand nach vorne deutend) im Heeresgeschichtlichen Museum befindet, ebenso Fragmente des Originalmodells aus bronziertem Gips.
Das Reiterdenkmal gilt als technische Meisterleistung, da das Pferd den Sockel nur mit den Hinterbeinen berührt und somit die zwanzig Tonnen schwere Metallstatue auf nur zwei Punkten ruht. Das Denkmal wurde 1848 entworfen, die Gussarbeiten der aus acht Teilstücken gefertigten Statue dauerten fast sieben Jahre. Am 22. Juli 1858 glückte der Hauptguss in untadeliger Reinheit. Schon 1859 konnte mit der Aufstellung begonnen werden. Das Arsenal hatte 350 Zentner Gussmaterial zur Verfügung gestellt, so beliefen sich die Gesamtkosten auf 294.378 fl. Den Sockel planten Eduard van der Nüll und August Sicard von Sicardsburg aus Untersberger Marmor, Ausführung durch den Wiener Steinmetzmeister Josef Kranner. Am 22. Mai 1860 fand die feierliche Enthüllung des Monuments statt. Der Sockel des Standbilds trägt die Inschriften „Dem heldenmüthigen Führer der Heere Österreichs“ (Nordseite) sowie „Dem beharrlichen Kämpfer für Deutschlands Ehre“ (Südseite).

## Nachkommen
Aus der am 17. September 1815 geschlossenen Ehe mit Henriette Alexandrine von Nassau-Weilburg (1797–1829) gingen sieben Kinder hervor:
- Maria Theresia Isabella (1816–1867), Königin von Neapel-Sizilien
- Albrecht (1817–1895), k.u.k. Feldmarschall
- Karl Ferdinand (1818–1874), General
- Friedrich Ferdinand Leopold (1821–1847), vom 1844 Vize-Admiral und Marine-Oberkommandant
- Rudolph Franz (*/† 1822)
- Maria Karolina (* 10. September 1825 in Wien; † 17. Juli 1915 in Baden bei Wien)[11][12], bis 1852 Äbtissin des Theresianischen Damenstiftes in Prag; von 1852 bis 1913 Frau des Erzherzogs Rainer (Ferdinand) von Österreich,
- Wilhelm (1827–1894), seit 1863 Hochmeister des Deutschen Ordens

## Vorfahren
| Ahnentafel Karl von Österreich-Teschen | Ahnentafel Karl von Österreich-Teschen                                                                     | Ahnentafel Karl von Österreich-Teschen                                                                     | Ahnentafel Karl von Österreich-Teschen                                                           | Ahnentafel Karl von Österreich-Teschen                                                                          | Ahnentafel Karl von Österreich-Teschen                                       | Ahnentafel Karl von Österreich-Teschen                                           | Ahnentafel Karl von Österreich-Teschen                                                          | Ahnentafel Karl von Österreich-Teschen                                                      |
| -------------------------------------- | --- | --- | ------------------------------------------------------------------------------------------------ | --- | ---------------------------------------------------------------------------- | -------------------------------------------------------------------------------- | ----------------------------------------------------------------------------------------------- | ------------------------------------------------------------------------------------------- |
| Ururgroßeltern                         | Herzog Karl V. Leopold (1643–1690) ⚭ 1678 Eleonore von Österreich (1653–1697)                              | Philipp I. von Bourbon (1640–1701) ⚭ 1671 Elisabeth Charlotte von der Pfalz (1652–1722)                    | Kaiser Leopold I. (1640–1705) ⚭ 1676 Eleonore Magdalene von der Pfalz (1655–1720)                | Herzog Ludwig Rudolf von Braunschweig-Wolfenbüttel (1671–1735) ⚭ 1690 Christine Luise von Oettingen (1671–1747) | Ludwig von Frankreich (1661–1711) ⚭ 1680 Maria Anna von Bayern (1660–1690)   | Odoardo II. Farnese (1666–1693) ⚭ 1690 Dorothea Sophie von der Pfalz (1670–1748) | König August II. (1670–1733) ⚭ 1693 Christiane Eberhardine von Brandenburg-Bayreuth (1671–1727) | Kaiser Joseph I. (1678–1711) ⚭ 1699 Wilhelmine Amalie von Braunschweig-Lüneburg (1673–1742) |
| Urgroßeltern                           | Herzog Leopold Joseph von Lothringen (1679–1729) ⚭ 1698 Élisabeth Charlotte de Bourbon-Orléans (1676–1744) | Herzog Leopold Joseph von Lothringen (1679–1729) ⚭ 1698 Élisabeth Charlotte de Bourbon-Orléans (1676–1744) | Kaiser Karl VI. (1685–1740) ⚭ 1708 Elisabeth Christine von Braunschweig-Wolfenbüttel (1691–1750) | Kaiser Karl VI. (1685–1740) ⚭ 1708 Elisabeth Christine von Braunschweig-Wolfenbüttel (1691–1750)                | König Philipp V. (1683–1746) ⚭ 1714 Elisabetta Farnese (1692–1766)           | König Philipp V. (1683–1746) ⚭ 1714 Elisabetta Farnese (1692–1766)               | König August III. (1696–1763) ⚭ 1719 Maria Josepha von Österreich (1699–1757)                   | König August III. (1696–1763) ⚭ 1719 Maria Josepha von Österreich (1699–1757)               |
| Großeltern                             | Kaiser Franz I. Stephan (1708–1765) ⚭ 1736 Maria Theresia (1717–1780)                                      | Kaiser Franz I. Stephan (1708–1765) ⚭ 1736 Maria Theresia (1717–1780)                                      | Kaiser Franz I. Stephan (1708–1765) ⚭ 1736 Maria Theresia (1717–1780)                            | Kaiser Franz I. Stephan (1708–1765) ⚭ 1736 Maria Theresia (1717–1780)                                           | König Karl III. (1716–1788) ⚭ 1738 Maria Amalia von Sachsen (1724–1760)      | König Karl III. (1716–1788) ⚭ 1738 Maria Amalia von Sachsen (1724–1760)          | König Karl III. (1716–1788) ⚭ 1738 Maria Amalia von Sachsen (1724–1760)                         | König Karl III. (1716–1788) ⚭ 1738 Maria Amalia von Sachsen (1724–1760)                     |
| Eltern                                 | Kaiser Leopold II. (1747–1792) ⚭ 1765 Maria Ludovica von Spanien (1745–1792)                               | Kaiser Leopold II. (1747–1792) ⚭ 1765 Maria Ludovica von Spanien (1745–1792)                               | Kaiser Leopold II. (1747–1792) ⚭ 1765 Maria Ludovica von Spanien (1745–1792)                     | Kaiser Leopold II. (1747–1792) ⚭ 1765 Maria Ludovica von Spanien (1745–1792)                                    | Kaiser Leopold II. (1747–1792) ⚭ 1765 Maria Ludovica von Spanien (1745–1792) | Kaiser Leopold II. (1747–1792) ⚭ 1765 Maria Ludovica von Spanien (1745–1792)     | Kaiser Leopold II. (1747–1792) ⚭ 1765 Maria Ludovica von Spanien (1745–1792)                    | Kaiser Leopold II. (1747–1792) ⚭ 1765 Maria Ludovica von Spanien (1745–1792)                |
| Karl von Österreich-Teschen            | | |                                                                                                  | |                                                                              |                                                                                  |                                                                                                 |                                                                                             |

## Schriften (Auswahl)
- Grundsätze der höhern [höheren] Kriegskunst für die Generäle der österreichischen Armee. Wien 1806.
- Grundsätze der Strategie, erläutert durch die Darstellung des Feldzuges von 1796 in Deutschland. 3 Bände, Anton Strauss, Wien 1814.
- Geschichte des Feldzugs von 1799 in Deutschland und in der Schweiz. 2 Bände, Anton Strauss, Wien 1819.